# ديكلان والش
ديكلان والش (بالإنجليزية: Declan Walsh)‏ هو لاعب كرة القدم الغالية أيرلندي، ولد في 1989 في ليتركيني في جمهورية أيرلندا.